# Kwelderland
Kwelderland is een nieuwbouwwijk in aanleg in Delfzijl-Noord in de stad Delfzijl op de plek van de oude bijna volledig gesloopte Sterrenbuurt. De nieuwe wijk ligt naast de dijk en dicht bij het centrum, deels zelfs op een geslechte bastion van de Vestingstad Delfzijl. Er zullen onder andere veel woningen aan het water in de wijk gebouwd worden.
In het westelijke deel komt meer stedelijke bebouwing, maar in de richting van de dijk is er steeds meer natuur. Vlak bij de dijk worden drie woontorens gebouwd, met uitzicht over de Eems, met ongeveer veertien verdiepingen. In 2007 is de eerste van de drie woontorens, Kadijk in gebruik genomen.
De wijk Kwelderland werd ontworpen door Riekus Siebring van het stedenbouwkundig bureau BügelHajema.